# Danburit
Danburit ist ein Mineral aus der Mineralklasse der „Silikate und Germanate“, das an verschiedenen Fundorten zum Teil reichlich vorhanden sein kann, insgesamt aber wenig verbreitet ist. Es kristallisiert im orthorhombischen Kristallsystem mit der chemischen Zusammensetzung Ca[B2Si2O8] und entwickelt meist prismatische bis säulige Kristalle bis etwa 50 cm Länge, aber auch körnige oder massige Mineral-Aggregate.
Reiner Danburit ist durchsichtig und farblos. Durch vielfache Lichtbrechung aufgrund von Gitterbaufehlern oder multikristalliner Ausbildung kann er aber auch weiß erscheinen und durch verschiedene Fremdbeimengungen eine graue, grünliche, rötliche, gelbliche oder bräunliche Farbe annehmen, wobei die Transparenz entsprechend abnimmt. Seine Strichfarbe ist allerdings immer weiß. Sichtbare Kristallflächen weisen einen glas- bis fettähnlichen Glanz auf, massige Aggregate sind dagegen eher matt.
Mit einer Mohshärte von 7 bis 7,25 gehört Danburit zu den harten Mineralen und ist wie das Referenzmineral Quarz in der Lage, Fensterglas zu ritzen. Danburit zeigt nur eine undeutliche Spaltbarkeit nach {001} und einen unebenen bis schwach muscheligen, spröden Bruch.

## Etymologie und Geschichte

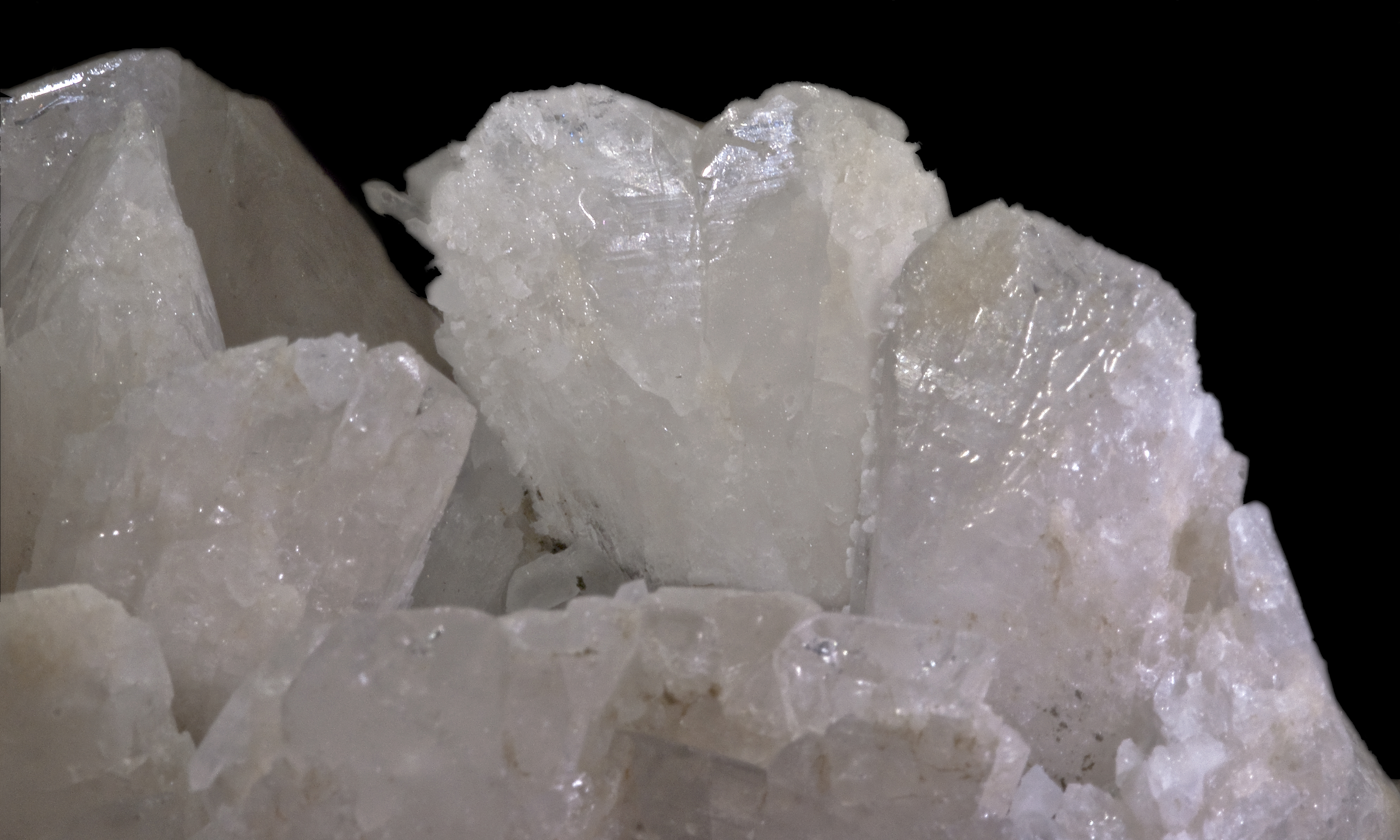
Danburitzwilling nach {010} aus der „San Sebastian Mine“, Charcas, Mun. de Charcas, San Luis Potosí, Mexiko

Erstmals entdeckt wurde Danburit bei Danbury im Fairfield County im US-Bundesstaat Connecticut und beschrieben 1839 durch Charles Upham Shepard, der das Mineral nach dessen Typlokalität benannte.

## Klassifikation
In der veralteten 8. Auflage der Mineralsystematik nach Strunz gehörte der Danburit zur Mineralklasse der „Silikate“ und dort zur Abteilung „Gerüstsilikate (Tektosilikate)“, wo er gemeinsam mit Banalsit und Paracelsian in der „Paracelsian-Danburit-Gruppe“ mit der Systemnummer VIII/F.04 steht.
In der zuletzt 2018 überarbeiteten Lapis-Systematik nach Stefan Weiß, die formal auf der alten Systematik von Karl Hugo Strunz in der 8. Auflage basiert, erhielt das Mineral die System- und Mineralnummer VIII/J.08-020. Dies entspricht der Klasse der „Silikate“ und dort der Abteilung „Gerüstsilikate“, wo Danburit zusammen mit Maleevit, Pekovit und Reedmergnerit eine unbenannte Gruppe mit der Systemnummer VIII/J.08 bildet.
Die von der International Mineralogical Association (IMA) zuletzt 2009 aktualisierte 9. Auflage der Strunz’schen Mineralsystematik ordnet den Danburit in die Klasse der „Silikate und Germanate“ und dort in die Abteilung „Gerüstsilikate (Tektosilikate) ohne zeolithisches H2O“ ein. Hier ist das Mineral in der Unterabteilung „Gerüstsilikate (Tektosilikate) ohne zusätzliche Anionen“ zu finden, wo es zusammen mit Maleevit und Pekovit die „Danburitgruppe“ mit der Systemnummer 9.FA.65 bildet.
In der vorwiegend im englischen Sprachraum gebräuchlichen Systematik der Minerale nach Dana hat Danburit die System- und Mineralnummer 56.03.01.01. Das entspricht der Klasse der „Silikate“ und dort der Abteilung „Gruppensilikate: Si2O7-Gruppen und O, OH, F und H2O“. Hier findet er sich innerhalb der Unterabteilung „Gruppensilikate: Si2O7-Gruppen und O, OH, F und H2O mit Si2O7 mit Boratgruppen“ in der „Danburitgruppe“, in der auch Maleevit und Pekovit eingeordnet sind.

## Kristallstruktur
Danburit kristallisiert orthorhombisch in der Raumgruppe Pnam (Raumgruppen-Nr. 62, Stellung 6) mit den Gitterparametern a = 8,04 Å; b = 8,75 Å und c = 7,73 Å sowie 4 Formeleinheiten pro Elementarzelle.

## Eigenschaften
Vor dem Lötrohr phosphoresziert Danburit und schmilzt langsam zu einer weißen, blasigen, durchscheinenden Glas. Mit Borax schmilzt er unter Aufbrausen zu einer durchscheinenden Perle. In pulverisiertem Zustand zersetzt sich Danburit langsam in Salzsäure.

## Bildung und Fundorte

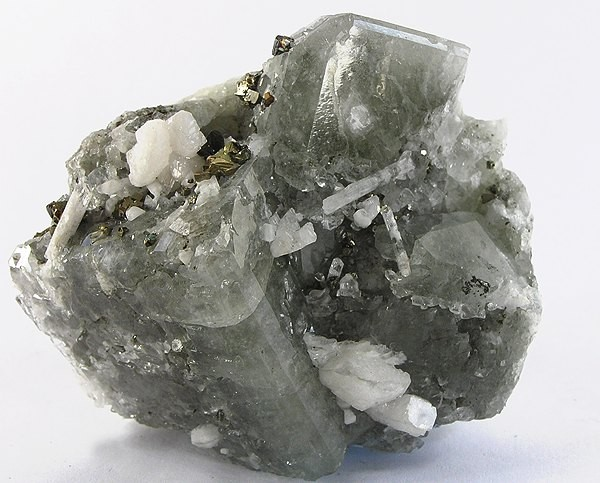
Datolith (farblos), Danburit (weiß) und Chalkopyrit (goldfarben)

Danburit bildet sich durch hydrothermale Vorgänge in Pegmatit-Hohlräumen sowie in Erz- und alpinotypen Gängen. Er kann aber auch metamorph in Skarnen entstehen. Begleitminerale sind unter anderem Albit, Anhydrit, Apophyllit, Axinit, Bakerit, Calcit, Datolith, Dolomit, Fluorit, Gips, Grossular, Quarz, Stilbit, Titanit sowie verschiedene Glimmer und Turmaline.
Insgesamt konnte Danburit bisher (Stand: 2011) an rund 120 Fundorten nachgewiesen werden. Neben seiner Typlokalität Danbury in Connecticut fand sich das Mineral in den USA noch im Clarke County in Alabama, bei Port Clarence in Alaska, am Maude Hill im Cochise County in Arizona, bei Iberville Parish in Louisiana, bei Stratton in Texas, im San Juan County und bei Gold Hill (Tooele County), am Green Mountain im King County in Washington sowie an mehreren Orten in den US-Bundesstaaten Kalifornien, Montana und New York.
In Deutschland trat das Mineral bisher bei Hildfeld und Silbach im Sauerland (NRW) und bei Staßfurt in Sachsen-Anhalt auf. In Österreich wurde das Mineral bisher am Scheiblinggraben bei Bad Gastein und im Kötschachtal (einem Teil des Gasteinertals) gefunden und in der Schweiz fand man es unter anderem im Val Cadlimo im Kanton Tessin, im Etzlital im Kanton Uri sowie an mehreren Orten im Kanton Graubünden.
Weitere Fundorte liegen unter anderem in Afghanistan, Australien, Bolivien, China, Frankreich, Iran, Italien, Japan, Kanada, auf Madagaskar, in Mexiko, Myanmar, Namibia, Nepal, Norwegen, Rumänien, Russland, der Slowakei, in Tadschikistan, Tansania, Tschechien, Turkmenistan, im Vereinigten Königreich (Großbritannien) und in Vietnam.

## Verwendung

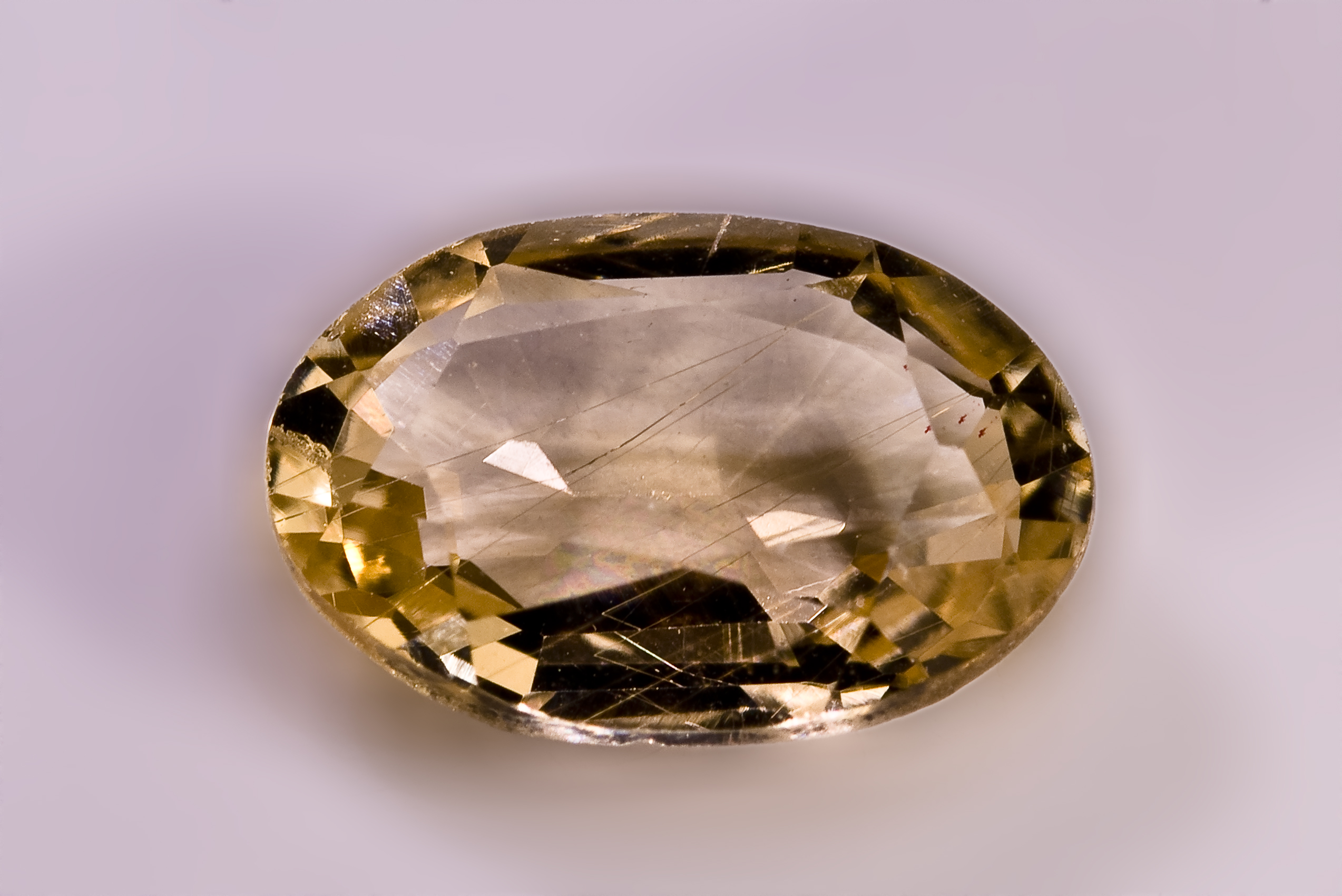
Weingelber Danburit im Ovalschliff, 0,47 ct

Obwohl Danburit bei guter Qualität je nach Farbe verschiedenen Edelsteinen wie unter anderem dem Phenakit, Quarz (vor allem der Varietät Citrin) oder dem Topas sehr ähnlich sehen kann und sich aufgrund seiner großen Härte und geringer Spaltneigung auch gut schleifen lässt, wird er nur gelegentlich als Schmuckstein verwendet. Seine große Empfindlichkeit gegenüber Hitze, wie sie z. B. bei Lötarbeiten an Schmuckstücken mit Danburiten entstehen, würden den Stein schnell zum Schmelzen bringen. Das macht ihn zu einem schwierig zu handhabenden Stein.